# Psaenythia pachycephala
Psaenythia pachycephala is een vliesvleugelig insect uit de familie Andrenidae. De wetenschappelijke naam van de soort is voor het eerst geldig gepubliceerd in 1917 door Cockerell.